# Cetinský hrad
Cetinský hrad nebo Cetinská pevnost je zřícenina hradu, která se nachází asi pět kilometrů od Cetingradu v Chorvatsku. Rok výstavby hradu je neznámý, existují indicie, že osada zde byla již v římské éře. Farnost Všech svatých, která se uvnitř opevnění nacházela, je v písemných pramenech poprvé zmíněna v roce 1334.

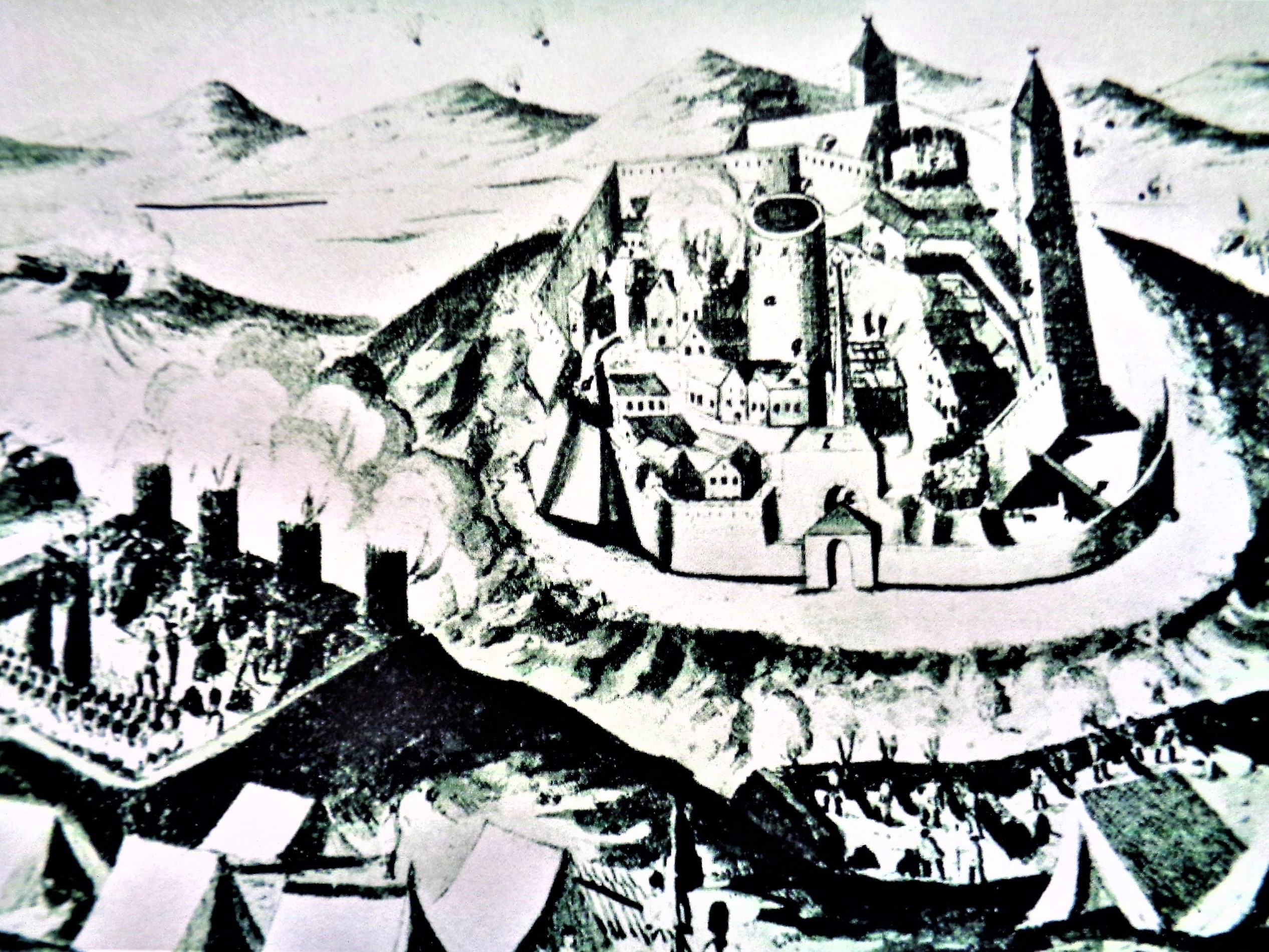
Hrad v roce 1790

V roce 1387 daroval císař Zikmund Lucemburský hrad Ivanu Krčkimu. Tím se stal majetkem rodu Frankopanů. V 15. století vznikla cetinská větev Frankopanů. Její člen Jan Frankopan Cetinský zemřel v bitvě na Krbavském poli. Jeho bratr Grgur a syn František Frankopan se stali arcibiskupy ve městě Kalocsa. František Frankopan byl posledním členem cetinské větve rodu, po jeho smrti přešla tvrz do majetku slunjské větve.
Po porážce v bitvě u Moháče v roce 1526 se právě na Cetinském hradě sešla chorvatská šlechta na sněmu (Cetinski sabor), na němž pak 1. ledna 1527 zvolila za chorvatského krále Ferdinanda I. a včlenila tak Chorvatsko do Habsburské monarchie. V následujících stoletích byl Cetin součástí vojenské hranice mezi Habsburskou monarchií a Osmanskou říší. Během tohoto období jej několikrát ovládla osmanská armáda. Tvrz byla často poškozována a opravována. Dvě kamenné desky s osmanskými nápisy v Chorvatském historickém muzeu svědčí o rekonstrukcích provedených v tomto období. V roce 1790 habsburské jednotky pod velením generála Walische konečně získaly hrad zpět pro habsburskou kontrolu. Obléhání trvalo jeden měsíc. V roce 1809 osmanské síly hrad znovu obsadily, ale následujícího roku se stáhly před napoleonskými silami vedenými Augustem Marmontem. S úpadkem Osmanské říše v 19. století, a tedy s pominutím osmanské hrozby, byla pevnost opuštěna a přeměněna na lom.